# Jaume Blanch Soler
Jaume Blanch Soler   (Vilanova i la Geltrú, 30 d'abril de 1928 - Vilanova i la Geltrú, 24 d'octubre de 1982) fou pastisser català, creador de la merengada, un dels actes del Carnaval de Vilanova i la Geltrú.
De jove treballà en pastisseries acreditades de Barcelona, fins que el 1958 obrí el seu propi obrador a l'actual Avinguda Francesc Macià. Participà en concursos internacionals a Lisboa, Brussel·les, París o Viena i fou professor en cursos de pastisseria en nombroses ciutats, tant catalanes com estrangeres. A mitjan anys 60 va treure al mercat els peixets de Vilanova, uns postres basats en els farcells amb peix amb què obsequiaven antigament els pescadors vilanovins als que anaven a ajudar-los quan arribaren amb les barques plenes de peix.
El dijous gras de 1972 fou l'iniciador de la festa de la merengada, quan des del terrat de casa seva regalà a la canalla una merenga gegantina. En anys posteriors repetí l'experiència.